# Lista episoadelor din Battlestar Galactica (serial din 2004)

Intertitlul serialului din 2004

Battlestar Galactica este un serial de televiziune științifico-fantastic militar american care a primit premiile Emmy și Peabody. Serialul este parte a universului fictiv Battlestar Galactica. Este creat de David Eick și Ronald D. Moore, ca o refacere a serialului de televiziune cu același nume creat de Glen A. Larson în anul 1978. Este precedat de un miniserial de trei ore care a fost transmis în decembrie 2003, pe canalul Sci Fi. Are 4 sezoane și a fost finalizat în martie 2009. Serialul a avut premiera în Marea Britanie pe Sky1 la 18 octombrie 2004 și în Statele Unite pe Sci-Fi Channel la 14 ianuarie 2005.
Întâmplările din Battlestar Galactica au loc într-un îndepărtat sistem stelar, unde o civilizație de oameni trăiesc pe o serie de planete cunoscute sub numele de cele Douăsprezece Colonii. În trecut, Coloniile au avut un război de mii de ani cu o rasă cibernetică formată din propriile lor creații cunoscute sub numele de Cyloni. Cu ajutorul involuntar al unui om pe nume Gaius Baltar, Cylonii, acum având și formă umană, lansează un atac prin surprindere asupra Coloniilor, ucigând marea majoritate a oamenilor. Dintr-o populație de zeci de miliarde, doar aproximativ 50.000 de oameni supraviețuiesc, cei mai mulți aflați la bordul navelor spațiale civile care au evitat distrugerea. Din toată Flota Colonială, doar nava Galactica pare a fi singura navă militară de mare importanță care a supraviețuit atacului. Sub conducerea comandorului William "Bill" Adama și a președintelui Laura Roslin, Galactica și echipajul acesteia au sarcina de a conduce și proteja mica flotă civilă de supraviețuitori prin spațiul cosmic în căutarea unui refugiu ireal cunoscut sub numele de Terra, a 13-a colonie mitologică a Kobolului.

## Privire generală
| Produs                                                                                          | Produs                     | Episoade     | Lansare pe DVD | Lansare pe DVD                         | Lansare pe DVD                        | Lansare pe Blu-ray |
| Produs                                                                                          | Produs                     | Episoade     | Regiunea 1 | Regiunea 2                             | Regiunea 4                            | Lansare pe Blu-ray |
| ----------------------------------------------------------------------------------------------- | -------------------------- | ------------ | --- | -------------------------------------- | ------------------------------------- | ------------------ |
|                                                                                                 | Miniserial (2003)          | 2            | 28 decembrie 2004 (vândut pe DVD ca produs unic sau inclus în pachetul DVD cu sezonul 1 Doar prima variantă are ca bonus scene șterse)                                                                                          | 1 martie 2004                          | 16 aprilie 2004                       | N/A                |
|                                                                                                 | Sezonul 1 (2004–2005)      | 13           | 20 septembrie 2005 (Ultimele ediții DVD includ și miniserialul din 2003 dar fără scenele șterse ale acestuia) | 28 martie 2005                         | 15 august 2006                        | 5 ianuarie 2010    |
|                                                                                                 | Sezonul 2 (2005–2006)      | 20           | Sezonul 2.0: 20 decembrie 2005 (Pachetul DVD include versiunea standard transmisă la TV a episodului "Pegasus") | 28 august 2006                         | 4 aprilie 2007                        | 6 aprilie 2010     |
| Sezonul 2.5: 19 septembrie 2006 (Pachetul DVD include versiunea extinsă a episodului "Pegasus") | Sezonul 2 (2005–2006)      | 20           | | 28 august 2006                         | 4 aprilie 2007                        | 6 aprilie 2010     |
|                                                                                                 | Sezonul 3 (2006–2007)      | 20           | 18 martie 2008 (Pachetele DVD și Blu-ray includ web-episoadele Resistance pe Discul 2 pentru Regiunea 1 și 4) | 3 septembrie 2007                      | 20 noiembrie 2007                     | 27 iulie 2010      |
|                                                                                                 | Razor (2007)               | Film         | 4 decembrie 2007 (DVD include ambele versiuni neevaluată/extinsă și versiunea standard transmisă la TV. Vândut ca versiune de sine stătătoare dar inclusă și în pachetul de DVD-uri Sezonul 4.0 Include "web-episodele" Razor ) | 26 decembrie 2007                      | 20 august 2008                        | 28 decembrie 2010  |
|                                                                                                 | Sezonul 4 (2008–2009)      | 20           | Sezonul 4.0: 6 ianuarie 2009 (Primul disc DVD include atât versiunile neevaluate cât și cele standard transmise la TV din Razor și web-episoadele Razor)                                                                        | Sezonul 4: 6 octombrie 2008            | Sezonul 4: Partea 1: 3 decembrie 2008 | 4 ianuarie 2011    |
| Sezonul 4.5: 28 iunie 2009 (DVD nu include filmul The Plan)                                     | Sezonul 4 (2008–2009)      | 20           | Finalul Sezonului: 1 iunie 2009 | Sezonul 4: Partea a 2-a: 28 iulie 2009 |                                       | 4 ianuarie 2011    |
|                                                                                                 | The Plan (2009)            | Film         | 27 octombrie 2009 (Nu este inclus în niciun pachet excepție versiunea The Complete Collection care include serialele din 1978 și din 1980. Este inclus și în versiunea reîmpachetată The Complete Series.)                      | 10 mai 2010                            | 7 decembrie 2009                      | 27 octombrie 2009  |
| Alte lansări                                                                                    |                            |              | |                                        |                                       |                    |
|                                                                                                 | Miniserial & Sezoanele 1–3 | 55           | N/A | 22 octombrie 2007                      | 4 decembrie 2007                      | N/A                |
|                                                                                                 | Miniserial & Sezoanele 1–4 | 65 & Film    | N/A | 6 octombrie 2008                       | N/A                                   | N/A                |
|                                                                                                 | Seria Completă             | 75 & Film    | 28 iulie 2009 | 21 septembrie 2009                     | N/A                                   | 28 iulie 2009      |
|                                                                                                 | Colecția Completă          | 75 & 2 Films | N/A | N/A                                    | 7 decembrie 2009                      | N/A                |
|                                                                                                 | Seria Completă             | 75 & 2 Films | 6 aprilie 2010 | N/A                                    | 8 martie 2010                         | 6 aprilie 2010     |

Note:
1. ^ Pe lângă lansarea pe discuri Blu-ray, acest pachet a fost lansat și în format HD DVD la 4 decembrie 2007.[4]
2. ^ Razor, deși este un film de televiziune, este considerat a reprezenta primele două episoade ale sezonului 4. Prin urmare sezonul 4 are de fapt 22 de episoade care au fost transmise în premieră din 2007 până în 2009.
3. ^ Acest pachet nu conține a doua parte a sezonului 4, parte cunoscută și ca Sezonul Final.
4. ^ Acest pachet nu conține The Plan.
5. ^ Acest pachet conține de asemenea și serialul complet din 1978 Battlestar Galactica, precum și Galactica 1980.

## Miniserial
| Titlu | Regizat de    | Scris de        | Premiera         | Nr. de supraviețuitori |
| --- | ------------- | --------------- | ---------------- | ---------------------- |
| „Partea 1” | Michael Rymer | Ronald D. Moore | 8 decembrie 2003 | Nemenționat            |
| Battlestar Galactica este pe cale de a deveni piesă de muzeu. Operațiunea este întreruptă de un atac masiv surprinzător al Cylonilor asupra celor Douăsprezece Colonii. |               |                 |                  |                        |
| „Partea a 2-a” | Michael Rymer | Ronald D. Moore | 9 decembrie 2003 | 50,298                 |
| Recent investită în funcția de președinte al Coloniilor, Laura Roslin reușește să adune majoritatea oamenilor care au supraviețuit într-o flotă civilă fugară și urmărește să-i asigura protecția navei militare Galactica. Confruntat cu realitatea de a duce o luptă fără speranță și depășit numeric, comandorul William Adama decide să renunțe la război și să ajute flota civilă în căutarea unui nou cămin, mitologica planetă Pământ. |               |                 |                  |                        |

## Serial TV

### Sezonul 1 (2004–2005)
| Nr. în serial | Nr. în sezon | Titlu                                  | Regizat de           | Scris de                                            | Premiera          | Nr. de supraviețuitori |
| --- | ------------ | -------------------------------------- | -------------------- | --------------------------------------------------- | ----------------- | ---------------------- |
| 1 | 1            | „33”                                   | Michael Rymer        | Ronald D. Moore                                     | 18 octombrie 2004 | 49.998                 |
| După exodul omenirii din cele Douăsprezece Colonii, flota este atacată de Cyloni la fiecare 33 de minute după ce fac saltul superluminic, ceea ce duce la concluzia că printre ei se află spioni Cylon; de asemenea echipajul devine din ce în ce mai obosit din cauza lipsei de somn.                                                   |              |                                        |                      |                                                     |                   |                        |
| 2 | 2            | „Water”                                | Marita Grabiak       | Ronald D. Moore                                     | 25 octombrie 2004 | 47.973                 |
| O explozie la bordul navei Galactica provocată de un atentat sinucigaș al unui Cylon duce la o expediție disperată de înlocuire a rezervelor limitate de apă. |              |                                        |                      |                                                     |                   |                        |
| 3 | 3            | „Bastille Day”                         | Allan Kroeker        | Toni Graphia                                        | 1 noiembrie 2004  | 47.958                 |
| O revoltă izbucnește din cauza lipsei de apă, iar Apollo încearcă să convingă prizonierii de pe nava-penitenciar Astral Queen să ajute la colectarea apei în condiții grele de pe un asteroid. Apariția unui faimos terorist complică planul acestuia, în cele din urmă este pusă problema unor noi alegeri prezidențiale în șapte luni. |              |                                        |                      |                                                     |                   |                        |
| 4 | 4            | „Act of Contrition”                    | Rod Hardy            | Bradley Thompson & David Weddle                     | 8 noiembrie 2004  | 47.958                 |
| Un accident în hangar în care pier mai mulți piloți experimentați face ca Starbuck să înceapă să antreneze piloți noi. Ea se confruntă cu vina pe care o are pentru moartea lui Zak Adama, care a murit după ce a absolvit nemeritat examenul de pilotaj.                                                                                |              |                                        |                      |                                                     |                   |                        |
| 5 | 5            | „You Can't Go Home Again”              | Sergio Mimica-Gezzan | Carla Robinson                                      | 15 noiembrie 2004 | 47.945                 |
| După o luptă spațială cu Cylonii, Starbuck cade pe un asteroid. În timp ce timpul se scurge și crește riscul apariției unui nou val de nave Cylon, Adama și Apollo riscă totul pentru a o salva, intrând în conflict cu Tigh și Roslin.                                                                                                  |              |                                        |                      |                                                     |                   |                        |
| 6 | 6            | „Litmus”                               | Rod Hardy            | Jeff Vlaming                                        | 22 noiembrie 2004 | 47.945                 |
| Un alt sinucigaș Cylon cu bombă duce la numirea de către Adama a unui tribunal independent pentru a investiga amenințarea Cylonilor asupra flotei. |              |                                        |                      |                                                     |                   |                        |
| 7 | 7            | „Six Degrees of Separation”            | Robert Young         | Michael Angeli                                      | 29 noiembrie 2004 | 47.942                 |
| Baltar este investigat după ce halucinația sa cu Numărul Șase apare în viața reală și-l acuză că a ajutat Cylonii să obțină codurile de securitate care au înlesnit genocidul umanității și distrugerea celor Douăsprezece Colonii. |              |                                        |                      |                                                     |                   |                        |
| 8 | 8            | „Flesh and Bone”                       | Brad Turner          | Toni Graphia                                        | 6 decembrie 2004  | 47.938                 |
| Starbuck interoghează și torturează un Cylon în timp ce Roslin începe să aibă viziuni cu același Cylon. Înainte să fie aruncat în vid și să moară, Cylonul le spune că flota umană va găsi Kobolul și acesta îi va călăuzi spre Pământ.                                                                                                  |              |                                        |                      |                                                     |                   |                        |
| 9 | 9            | „Tigh Me Up, Tigh Me Down”             | Edward James Olmos   | Jeff Vlaming                                        | 13 decembrie 2004 | 47.905                 |
| În timp ce Roslin investighează posibilitatea ca Adama să fie un Cylon, Tigh are un vizitator din trecut: soția sa care l-a înșelat de nenumărate ori. Este supusă la detectorul de Cyloni, Baltar le arată că este om, dar halucinației sale îi dezvăluie că adevăratul rezultat al testului nu-l va spune nimănui.                     |              |                                        |                      |                                                     |                   |                        |
| 10 | 10           | „The Hand of God”                      | Jeff Woolnough       | Bradley Thompson & David Weddle                     | 3 ianuarie 2005   | 47.905                 |
| În timp ce flota rămâne fără tylium (combustibilul navelor), echipajul de pe Galactica schițează un plan de atac al unei baze Cylon - o rafinărie de extragere a tylium-ului de pe un asteroid. |              |                                        |                      |                                                     |                   |                        |
| 11 | 11           | „Colonial Day”                         | Jonas Pate           | Carla Robinson                                      | 10 ianuarie 2005  | 47.898                 |
| Pentru a celebra aniversarea Articolelor Colonizării, Roslin reconstituie Cvorumul celor Doisprezece, cu toate acestea, alegerea [fostului] terorist Tom Zarek în Cvorumul creează o criză politică pentru Roslin. |              |                                        |                      |                                                     |                   |                        |
| 12 | 12           | „Kobol's Last Gleaming (Partea 1)”     | Michael Rymer        | Poveste de: David Eick Scenariu de: Ronald D. Moore | 17 ianuarie 2005  | 47.897                 |
| Descoperirea locului de naștere al umanității duce la o ruptură între președintele Roslin și comandantul flotei Adama. |              |                                        |                      |                                                     |                   |                        |
| 13 | 13           | „Kobol's Last Gleaming (Partea a 2-a)” | Michael Rymer        | Poveste de: David Eick Scenariu de: Ronald D. Moore | 24 ianuarie 2005  | 47.887                 |
| Criza politică dintre Roslin și Adama îl forțează pe Apollo să ia o decizie dificilă, în timp ce Starbuck se întoarce pe planeta Caprica într-o misiune pentru Roslin. |              |                                        |                      |                                                     |                   |                        |

### Sezonul 2 (2005–2006)
| Nr. în serial | Nr. în sezon | Titlu                                              | Regizat de           | Scris de                                                    | Premiera           | Nr. de supraviețuitori |
| --- | ------------ | -------------------------------------------------- | -------------------- | ----------------------------------------------------------- | ------------------ | ---------------------- |
| 14 | 1            | „Scattered Risipiți”                               | Michael Rymer        | David Weddle & Bradley Thompson                             | 15 iulie 2005      | 47.875                 |
| Președintele Coloniilor se află în celulă, iar Comandantul Adama la infirmerie; în acest timp secundul său, colonelul Tigh este nevoit să preia comanda navei Galactica. Criza se dezlănțuie când, după un salt superluminic, Galactica a ajuns la alte coordonate și s-a pierdut de restul flotei pe care a lăsat-o fără apărare în fața Cylonilor. |              |                                                    |                      |                                                             |                    |                        |
| 15 | 2            | „Valley of Darkness Valea Întunericului”           | Michael Rymer        | David Weddle & Bradley Thompson                             | 22 iulie 2005      | 47.874                 |
| O echipă de asalt Cylon se infiltrează la bordul navei în timp ce o echipă de oameni s-a prăbușit pe Kobol și se luptă pentru a rămâne în viață. |              |                                                    |                      |                                                             |                    |                        |
| 16 | 3            | „Fragged Misiune de salvare”                       | Sergio Mimica-Gezzan | Dawn Prestwich & Nicole Yorkin                              | 29 iulie 2005      | 47.862                 |
| Tigh, depășit de responsabilitatea pe care o presupune comanda unei asemenea nave, încearcă să calmeze tensiunile politice care apar în cadrul flotei. În cele din urmă declară legea marțială. |              |                                                    |                      |                                                             |                    |                        |
| 17 | 4            | „Resistance Rezistența”                            | Allan Kroeker        | Toni Graphia                                                | 5 august 2005      | 47,861                 |
| După ce Tigh impune legea marțială se declanșează proteste în cadrul flotei. Între timp, Starbuck și Helo descoperă alți supraviețuitori pe Caprica. |              |                                                    |                      |                                                             |                    |                        |
| 18 | 5            | „The Farm Ferma”                                   | Rod Hardy            | Carla Robinson                                              | 12 august 2005     | 47.857                 |
| Adama își revine și preia comanda. O parte a flotei se separă și împreună cu președintele Roslin fac saltul spre Kobol. Starbuck este rănită și este tratată la o fermă Cylon de copii-mașină. Starbuck (care a recuperat Săgeata lui Apollo), Helo și Cylon Boomer părăsesc în cele din urmă Caprica.                                               |              |                                                    |                      |                                                             |                    |                        |
| 19 | 6            | „Home (Partea 1) Acasă”                            | Sergio Mimica-Gezzan | David Eick                                                  | 19 august 2005     | 47.858                 |
| După ce Starbuck se întoarce cu Săgeata lui Apollo, Roslin începe să caute Mormântul lui Athena, care împreună cu Săgeata vor arăta drumul spre mitologica Terra. Între timp Adama se luptă să înlocuiască oamenii atrași de revolta lui Roslin. |              |                                                    |                      |                                                             |                    |                        |
| 20 | 7            | „Home (Partea a 2-a)”                              | Jeff Woolnough       | David Eick & Ronald D. Moore                                | 26 august 2005     | 47.855                 |
| Roslin și oamenii săi continuă căutările Mormântului lui Athena de pe planeta Kobol în timp ce Adama călătorește aici pentru a reuni flota și familiile. |              |                                                    |                      |                                                             |                    |                        |
| 21 | 8            | „Final Cut Montajul Final”                         | Robert Young         | Mark Verheiden                                              | 9 septembrie 2005  | 47.853                 |
| O jurnalistă ambițios din flotă are acces nelimitat pe Galactica și la echipajul său. Totul ca urmare a așa-zisului masacru de pe Gideon |              |                                                    |                      |                                                             |                    |                        |
| 22 | 9            | „Flight of the Phoenix Zborul Phoenixului”         | Michael Nankin       | David Weddle & Bradley Thompson                             | 16 septembrie 2005 | 47.853                 |
| Echipajul de pe Galactica se luptă cu un virus Cylon de computer care se răspândește în sistemele navei în timp ce Tyrol inițiază un proiect de construcție a unei noi navete de luptă. |              |                                                    |                      |                                                             |                    |                        |
| 23 | 10           | „Pegasus”                                          | Michael Rymer        | Anne Cofell Saunders                                        | 23 septembrie 2005 | 49.605                 |
| Odată cu sosirea navei Pegasus, flota este pe culmile bucuriei. Cu toate acestea, curând Adama începe să fie îngrijorat de acțiunile Amiralului Cain, ofițerul superior de la comanda naveiPegasus care, fiind mai mare în grad, preia conducerea flotei.                                                                                            |              |                                                    |                      |                                                             |                    |                        |
| 24 | 11           | „Resurrection Ship (Partea 1) Nava de reîncărcare” | Michael Rymer        | Poveste de: Anne Cofell Saunders Scenariu de: Michael Rymer | 6 ianuarie 2006    | 49.604                 |
| Conflictul dintre Galactica și Pegasus este amânat odată cu descoperirea unei nave importante a Cylonilor care trebuie neapărat distrusă. Fiind prea departe de planeta mamă, o clonă Cylon care moare trebuie să se descarce undeva pentru a reînvia, acest lucru îl face nava de reîncărcare.                                                      |              |                                                    |                      |                                                             |                    |                        |
| 25 | 12           | „Resurrection Ship (Partea a 2-a)”                 | Michael Rymer        | Michael Rymer & Ronald D. Moore                             | 13 ianuarie 2006   | 49.604                 |
| Bătălia pentru distrugerea navei de reîncărcare începe și atât Adama cât și Cain fac plauri pentru a prelua comanda celuilalt. Adama oprește asasinatul pe care-l ordonase asupra lui Cain, dar aceasta este omorâtă în cele din urmă de o clonă Cylon care se afla prizonieră pe Pegasus și care a fost eliberată de vicepreședintele coloniilor.   |              |                                                    |                      |                                                             |                    |                        |
| 26 | 13           | „Epiphanies Revelații. Pace cu Cylonii”            | Rod Hardy            | Joel Anderson Thompson                                      | 20 ianuarie 2006   | 49.598                 |
| Roslin este pe moarte din cauza cancerului. Între timp un grup de civili doresc ca flota să facă pace cu Cylonii, distrugând și o navă rafinărie. |              |                                                    |                      |                                                             |                    |                        |
| 27 | 14           | „Black Market Piață Neagră”                        | James Head           | Mark Verheiden                                              | 27 ianuarie 2006   | 49.597                 |
| Moartea noului comandant al navei Pegasus duce la o investiție a căpitanului Apollo în ceea ce privește piața neagră din cadrul flotei. |              |                                                    |                      |                                                             |                    |                        |
| 28 | 15           | „Scar Cicatrice”                                   | Michael Nankin       | David Weddle & Bradley Thompson                             | 3 februarie 2006   | 49.593                 |
| Starea mentală a lui Starbuck este pusă sub semnul întrebării atunci când piloții de pe Galactica sunt vânați de un Cylon raider experimentat cunoscut sub porecla "Cicatricea". |              |                                                    |                      |                                                             |                    |                        |
| 29 | 16           | „Sacrifice Sacrificiu”                             | Rey Villalobos       | Anne Cofell Saunders                                        | 10 februarie 2006  | 49.590                 |
| Teroriștii i-au ostatici la bordul navei Cloud 9, cerând să le fie predat Cylon de la bordul navei Galactica. |              |                                                    |                      |                                                             |                    |                        |
| 30 | 17           | „The Captain's Hand Mâna căpitanului”              | Sergio Mimica-Gezzan | Jeff Vlaming                                                | 17 februarie 2006  | 49,584                 |
| Apollo și Starbuck se luptă cu noul comandor neexperimentat de pe Pegasus în timp ce Roslin trebuie să ia o decizie politică controversată. |              |                                                    |                      |                                                             |                    |                        |
| 31 | 18           | „Downloaded Un nou început”                        | Jeff Woolnough       | Bradley Thompson & David Weddle                             | 24 februarie 2006  | 49.579                 |
| Roslin și Adama se gândesc ce să facă cu hibridul Cylon/Uman. Între timp, Caprica-Șase și Boomer sunt descărcate și renasc pe Caprica. |              |                                                    |                      |                                                             |                    |                        |
| 32 | 19           | „Lay Down Your Burdens (Partea 1) Misiune 2 Alpha” | Michael Rymer        | Ronald D. Moore                                             | 3 martie 2006      | 49.579                 |
| În pragul alegerilor prezidențiale, descoperirea unei noi planete locuibile într-o nebuloasă poate întoarce soarta alegerilor. Între timp, Starbuck conduce o echipă pe Caprica pentru a salva luptătorii din rezistență. |              |                                                    |                      |                                                             |                    |                        |
| 33 | 20           | „Lay Down Your Burdens (Partea a 2-a)”             | Michael Rymer        | Anne Cofell Saunders & Mark Verheiden                       | 10 martie 2006     | 49.550                 |
| Numărul Unu le spune oamenilor că atacul lor asupra oamenilor a fost o greșeală și că dă omenirii un răgaz. Majoritatea flotei și civilii se așează pe Noua Caprica, în timp ce Galactica și Pegasus patrulează pe orbită. După un an flota Cylonilor se întoarce, iar flota Colonială fuge. Noul președinte se predă în fața forțelor invadatoare.  |              |                                                    |                      |                                                             |                    |                        |

### Sezonul 3 (2006–2007)
| Nr. în serial | Nr. în sezon | Titlu                                  | Regizat de            | Scris de                             | Premiera          | Nr. de supraviețuitori |
| --- | ------------ | -------------------------------------- | --------------------- | ------------------------------------ | ----------------- | ---------------------- |
| 34 | 1            | „Occupation”                           | Sergio Mimica-Gezzan  | Ronald D. Moore                      | 6 octombrie 2006  | Nespecificat           |
| Patru luni de la ocupația Cylonilor a planetei Noua Caprica, rezistența continuă să atace atât Cylonii cât și colaboratorii acestora. Între timp Adama și Apollo se contrazic cu privire la planul de salvare al coloniștilor.                                                                                               |              |                                        |                       |                                      |                   |                        |
| 35 | 2            | „Precipice”                            | Sergio Mimica-Gezzan  | Ronald D. Moore                      | 6 octombrie 2006  | Nespecificat           |
| Moralitatea atacurilor sinucigașe cu bombe este pusă în discuție în timp ce Cylonii plănuiesc să împuște civili ca o măsură de a opri atacurile rezistenței. |              |                                        |                       |                                      |                   |                        |
| 36 | 3            | „Exodus (Partea 1)”                    | Félix Enríquez Alcalá | Bradley Thompson & David Weddle      | 13 octombrie 2006 | Nespecificat           |
| Rezistența de pe planetă și flota colonială fac împreună planuri de a evacua populația umană de pe planeta ocupată. Între timp Numărul Trei are vise stranii care o conduc la o femeie-oracol umană. |              |                                        |                       |                                      |                   |                        |
| 37 | 4            | „Exodus (Partea a 2-a)”                | Félix Enríquez Alcalá | Bradley Thompson & David Weddle      | 20 octombrie 2006 | Nespecificat           |
| Odată cu întoarcerea navei Galactica, insurgenții de pe New Caprica declanșează o revoltă generală în încercarea de a evacua coloniștii. Pegasus este distrusă în luptă pentru a da timp navei Galactica să evacueze toți coloniștii și pentru ca rasa umană să nu dispară.                                                  |              |                                        |                       |                                      |                   |                        |
| 38 | 5            | „Collaborators”                        | Michael Rymer         | Mark Verheiden                       | 27 octombrie 2006 | 41.435                 |
| Cercul, un tribunal secret de la bordul navei Galactica , decide soarta coloniștilor care au colaborat cu Cylonii în timpul ocupației de pe Noua Caprica. |              |                                        |                       |                                      |                   |                        |
| 39 | 6            | „Torn”                                 | Jean de Segonzac      | Anne Cofell Saunders                 | 3 noiembrie 2006  | 41,422                 |
| În timp ce Starbuck și Tigh provoacă nemulțumiri de-a lungul echipajului de pe Galactica's crew, Baltar încearcă să ajute Cylonii să scape de un virus care amenință să le extermine întreaga rasă. |              |                                        |                       |                                      |                   |                        |
| 40 | 7            | „A Measure of Salvation”               | Bill Eagles           | Michael Angeli                       | 10 noiembrie 2006 | 41,420                 |
| După ce descoperă o Bază Stelară Cylon aflată pe moarte, Adama și Roslin pun problema moralității folosirii unei arme biologice de distrugere în masă împotriva Cylonilor. |              |                                        |                       |                                      |                   |                        |
| 41 | 8            | „Hero”                                 | Michael Rymer         | David Eick                           | 17 noiembrie 2006 | 41,421                 |
| Adama se confruntă cu unul dintre cele mai întunecate momente ale carierei sale atunci când "Bulldog" Novacek, un pilot de sub comanda sa despre care credea că a murit cu ani în urmă în timpul unei misiuni secrete, scapă dintr-o celulă a Cylonilor și ajunge cu un Raider pe Galactica.                                 |              |                                        |                       |                                      |                   |                        |
| 42 | 9            | „Unfinished Business”                  | Robert Young          | Michael Taylor                       | 1 decembrie 2006  | 41,422                 |
| Cu scopul de a micșora tensiunile dintre membrii echipajului, pe Galactica se organizează meciuri de box; în timp ce prin flashback-uri sunt prezentate detalii despre relația dintre Apollo și Starbuck pe Noua Caprica înainte ca Starbuck să se mărite.                                                                   |              |                                        |                       |                                      |                   |                        |
| 43 | 10           | „The Passage”                          | Michael Nankin        | Jane Espenson                        | 8 decembrie 2006  | 41,420                 |
| Atunci când rezervele de alimente ale flotei sunt contaminate, piloții Galacticii trebuie să conducă navele printr-un grup de stele periculos. Între timp, Kat trebuie să se confrunte brusc cu un secret întunecat din trecutul ei.                                                                                         |              |                                        |                       |                                      |                   |                        |
| 44 | 11           | „The Eye of Jupiter”                   | Michael Rymer         | Mark Verheiden                       | 15 decembrie 2006 | 41,402                 |
| În timp ce strâng alge de pe o planetă stearpă pentru a o folosi ca (singura sursă de) hrană, Tirol descoperă Templul celor Cinci, cel care a fost construit de al treisprezecelea trib. Cu toate acestea, se declanșează o confruntare tensionată atunci când Cylonii sosesc în căutarea aceluiași templu.                  |              |                                        |                       |                                      |                   |                        |
| 45 | 12           | „Rapture”                              | Michael Rymer         | Bradley Thompson & David Weddle      | 21 ianuarie 2007  | 41,401                 |
| Confruntare dintre oameni și Cyloni pentru Ochiul lui Jupiter din Templu atinge un punct de cotitură. Pe planeta algelor, D'Anna, Baltar, fratele Cavil însoțiți de o echipă de centurioni se pregătesc să ia cu asalt Templul celor Cinci, în care se presupune că se află ascuns Ochiul lui Jupiter.                       |              |                                        |                       |                                      |                   |                        |
| 46 | 13           | „Taking a Break from All Your Worries” | Edward James Olmos    | Michael Taylor                       | 28 ianuarie 2007  | 41,403                 |
| Baltar este interogat la bordul navei Galactica, în timp ce un bar improvizat în hangar și numit "al lui Joe" devine popular, aici continuându-se probleme sentimentale dintre Apollo, Dualla, Starbuck și Anders. |              |                                        |                       |                                      |                   |                        |
| 47 | 14           | „The Woman King”                       | Michael Rymer         | Michael Angeli                       | 11 februarie 2007 | 41,401                 |
| Helo investighează tratamentele aplicate de un medic refugiaților civili care par a fi mortale în cazul celor de pe colonia Sagittaron. |              |                                        |                       |                                      |                   |                        |
| 48 | 15           | „A Day in the Life”                    | Rod Hardy             | Mark Verheiden                       | 18 februarie 2007 | 41,398                 |
| Cally și Tyrol sunt prizonierii unei măsuri de securitate care prevede blocarea ușilor dacă într-o cameră se pierde aer, ei pot fi salvați numai prin expulzarea acestora câteva secunde în spațiul cosmic. Între timp, Adama se luptă cu amintiri tulburătoare ale soției sale moarte cu ocazia aniversării căsătoriei lor. |              |                                        |                       |                                      |                   |                        |
| 49 | 16           | „Dirty Hands”                          | Wayne Rose            | Jane Espenson & Anne Cofell Saunders | 25 februarie 2007 | 41,400                 |
| După un accident în care Președintele Roslin este la un pas de moarte, Tirol îi cere lui Adama să asigure condiții mai bune de muncă în întreaga flota - totodată fiind gata de a provoca o grevă. |              |                                        |                       |                                      |                   |                        |
| 50 | 17           | „Maelstrom”                            | Michael Nankin        | Bradley Thompson & David Weddle      | 4 martie 2007     | 41,400                 |
| Trecutul lui Starbuck începe s-o bântuie din nou în timp ce Adama se îndoiește că ea mai poate să-și facă datoria. |              |                                        |                       |                                      |                   |                        |
| 51 | 18           | „The Son Also Rises”                   | Robert Young          | Michael Angeli                       | 11 martie 2007    | 41,399                 |
| Atunci când reprezentanții lui Baltar în viitorul proces se confruntă cu tentative de asasinat, Adama îi solicită lui Apollo să-l protejeze pe avocatul lui Baltar. |              |                                        |                       |                                      |                   |                        |
| 52 | 19           | „Crossroads (Partea 1)”                | Michael Rymer         | Michael Taylor                       | 18 martie 2007    | Nemenționat            |
| Noi tensiuni apar odată cu începerea procesului lui Baltar. Caprica Șase îi provoacă colonelului Tigh amintiri cu soția sa. |              |                                        |                       |                                      |                   |                        |
| 53 | 20           | „Crossroads (Partea a 2-a)”            | Michael Rymer         | Mark Verheiden                       | 25 martie 2007    | Nemenționat            |
| Procesul lui Gaius Baltar se termină, fiind declarat nevinovat după declarațiile lui Adama în apărarea sa. Flora face saltul în nebuloasa ionică, iar patru din ultimele cinci modele de Cyloni își descopeă propriile lor identități reale.                                                                                 |              |                                        |                       |                                      |                   |                        |

### Razor(2007)
| Nr. în serial | Nr. in sezon | Titlu | Regizat de            | Scris de       | Premiera          | Nr. de supraviețuitori |
| --- | ------------ | ----- | --------------------- | -------------- | ----------------- | ---------------------- |
| 54/55 | 1/2          | Razor | Félix Enríquez Alcalá | Michael Taylor | 24 noiembrie 2007 | 49,579                 |
| Filmul prezintă încercările de câteva luni ale navei Pegasus de a găsi Galactica. Narațiunea se încadrează între episoadele sezonului 2 "The Captain's Hand" și "Downloaded." |              |       |                       |                |                   |                        |

### Sezonul 4 (2008–2009)
| Nr. în serial | Nr. în sezon | Titlu                            | Regizat de            | Scris de                        | Premiera          | Nr. de supraviețuitori |
| --- | ------------ | -------------------------------- | --------------------- | ------------------------------- | ----------------- | ---------------------- |
| 56 | 3            | „He That Believeth in Me”        | Michael Rymer         | Bradley Thompson & David Weddle | 4 aprilie 2008    | 39.698                 |
| Starbuck se reîntoarce pe Galactica și se înfruntă cu îndoiala celorlalți privind afirmațiile ei că a găsit calea spre Terra. Baltar locuiește împreună cu o facțiune formată din discipolii săi care cred că el poate salva un băiețel care suferă de encefalită virală. |              |                                  |                       |                                 |                   |                        |
| 57 | 4            | „Six of One”                     | Anthony Hemingway     | Michael Angeli                  | 11 aprilie 2008   | 39.676                 |
| Starbuck se confruntă cu repercusiuni pentru că a amenințat-o pe Roslin cu arma și pierde încrederea majorității echipajului. După ce a aflat de existența celor cinci modele finale în cadrul flotei coloniale, un model Numărul Șase numit Natalie conduce o lovitură de stat în cadrul ierarhiei Cylon. |              |                                  |                       |                                 |                   |                        |
| 58 | 5            | „The Ties That Bind”             | Michael Nankin        | Michael Taylor                  | 18 aprilie 2008   | 39.676                 |
| În timp ce Starbuck comandă un cargobot singuratic în căutarea ei disperată după planeta Pământ, au loc intrigi politice la bordul navei Galactica măcinată de discordie civilă. În același timp apar fisuri adânci în cadrul unității Cylonilor. |              |                                  |                       |                                 |                   |                        |
| 59 | 6            | „Escape Velocity”                | Edward James Olmos    | Jane Espenson                   | 25 aprilie 2008   | 39.675                 |
| Se extind activitățile cultului monoteist al lui Baltar, lucru ce duce la o discordie politică în Cvorumul celor Doisprezece și la posibilitatea unui război religios civil. Între timp, starea mentală colonelului Tigh devine iarăși fragilă. |              |                                  |                       |                                 |                   |                        |
| 60 | 7            | „The Road Less Traveled”         | Michael Rymer         | Mark Verheiden                  | 2 mai 2008        | 39.676                 |
| Starbuck se confruntă cu o revoltă la bordul lui Demetrius atunci când își prezintă intenția de a coopera cu Cylonul Leoben care a urcat pe navă cu scopul de a o ajuta să găsească Pământul. |              |                                  |                       |                                 |                   |                        |
| 61 | 8            | „Faith”                          | Michael Nankin        | Seamus Kevin Fahey              | 9 mai 2008        | 39.675                 |
| Starbuck conduce o misiune pentru a se întâlni cu un hibrid Cylon care-i dezvăluie mai multe indicii pentru a găsi Pământul. Pe Galactica, Președintele Roslin discută despre credința religioasă cu o muribundă pe nume Emily. |              |                                  |                       |                                 |                   |                        |
| 62 | 9            | „Guess What's Coming to Dinner?” | Wayne Rose            | Michael Angeli                  | 16 mai 2008       | 39.673                 |
| Dușmani înverșunați trebuie să-și uite vechile ranchiune în timp ce echipajul de pe nava Demetrius împreună cu rebeli Cylon trebuie să atace o țintă vitală pentru inamic. |              |                                  |                       |                                 |                   |                        |
| 63 | 10           | „Sine Qua Non”                   | Rod Hardy             | Michael Taylor                  | 27 mai 2008       | 39.674                 |
| În urma răpirii președintelui Roslin de către hibridul bazei stelare Cylon aliate, apare o luptă surdă pentru putere care amenință să distrugă ordinea din cadrul flotei. |              |                                  |                       |                                 |                   |                        |
| 64 | 11           | „The Hub”                        | Paul Edwards          | Jane Espenson                   | 6 iunie 2008      | 39.673                 |
| În urmărirea navei de reînviere a inamicului, o echipă de piloți Viper și rebelii Cylon devin colaboratori incomozi în formularea unui plan de luptă. |              |                                  |                       |                                 |                   |                        |
| 65 | 12           | „Revelations”                    | Michael Rymer         | Bradley Thompson & David Weddle | 13 iunie 2008     | 39.665                 |
| D'Anna dezvăluie că în flotă se află doar patru din ultimii cinci Cyloni și o ține ostatic pe Președintele Roslin în timp ce încearcă să-i facă pe aceștia patru să se dea de gol. După o încurcătură dramatică, oamenii și Cylonii rebeli își consolidează alianța și împreună ajung pe planeta Pământ. |              |                                  |                       |                                 |                   |                        |
| 66 | 13           | „Sometimes a Great Notion”       | Michael Nankin        | Bradley Thompson & David Weddle | 16 ianuarie 2009  | 39.651                 |
| Se dezvăluie că Pământul a fost populat de către Cyloni (al 13-lea trib fiind Cylon). Aceștia au provocat un război mondial nuclear cu 2000 de ani în urmă, cataclism care le-a distrus întreaga civilizație. Starbuck urmărește semnalul de localizare și-și găsește propriile rămășițele pe planetă. Identitatea celui de-al cincilea din ultimii cinci Cyloni este descoperită: Ellen Tigh. |              |                                  |                       |                                 |                   |                        |
| 67 | 14           | „A Disquiet Follows My Soul”     | Ronald D. Moore       | Ronald D. Moore                 | 23 ianuarie 2009  | 39.644                 |
| Laura Roslin începe să-și piardă credința în profeția din cartea lui Pythia și în rolul ei de conducător muribund. Tom Zarek intenționează să slăbească alianța om-Cylon. Cylonul Galen Tirol aflcă că nu este el tatăl fiului lui Cally și prin urmare copilul este un simplu om. |              |                                  |                       |                                 |                   |                        |
| 68 | 15           | „The Oath”                       | John Dahl             | Mark Verheiden                  | 30 ianuarie 2009  | 39.643                 |
| Gaeta și Zarek începe o revoltă în flotă, lăsându-i pe comandanții de pe Galactica să facă o alegere crucială. |              |                                  |                       |                                 |                   |                        |
| 69 | 16           | „Blood on the Scales”            | Wayne Rose            | Michael Angeli                  | 6 februarie 2009  | 39.603                 |
| Președintele Roslin se confruntă cu Tom Zarek și cu locotenentul Gaeta datorită încercării ultimilor doi de a prelua controlul flotei coloniale. Alianța cu Cylonii rebeli dar și viața lui Adama sunt în pericol. |              |                                  |                       |                                 |                   |                        |
| 70 | 17           | „No Exit”                        | Gwyneth Horder-Payton | Ryan Mottesheard                | 13 februarie 2009 | 39.556                 |
| În timp ce Sam Anders își revine ca urmare a intervențiilor chirurgicale de îndepărtare a glonțului din creier, reapar amintirile sale despre ultimii cinci Cyloni. Ellen Tigh învie la bordul unei Baze Stelare și dezvăluie rolul pe care ea l-a avut pe Pământ. Deoarece Galactica își pierde integritatea structurală, Adama îi cere lui Galen Tirol să rezolve problema. |              |                                  |                       |                                 |                   |                        |
| 71 | 18           | „Deadlock”                       | Robert Young          | Jane Espenson                   | 20 februarie 2009 | 39.556                 |
| Galactica este reparată cu ajutorul unei substanțe organice Cylon care poate ajuta la menținerea integrității structurale ale navei. Cu ajutorul lui Boomer, Ellen Tigh scapă de pe nava lui Cavil și se duce pe Galactica pentru reîntregirea Ultimilor Cinci. Caprica Șase nu reușește să nască copilul lui Tigh, punând capăt speranței Cylonilor că se pot reproduce între ei. |              |                                  |                       |                                 |                   |                        |
| 72 | 19           | „Someone to Watch Over Me”       | Michael Nankin        | Bradley Thompson & David Weddle | 27 februarie 2009 | 39.556                 |
| Starbuck se întâlnește cu un pianist misterios în barul lui Joe și îl ajută să compună ultima sa piesă. Dându-și seama că notele muzicale se potrivesc cu o serie de puncte desenate de Hera, Starbuck termină melodia, în timp ce colonelul Tigh și Tory Foster recunosc ca au auzit acest cântec atunci când se aflau în nebuloasă și au aflat că sunt Cyloni. Tirol o ajută involuntar pe Boomer, care se dă drept Athena, ca s-o răpească pe Hera și să o ducă lui Cavil. |              |                                  |                       |                                 |                   |                        |
| 73 | 20           | „Islanded in a Stream of Stars”  | Edward James Olmos    | Michael Taylor                  | 6 martie 2009     | 39.521                 |
| Raptorul lui Boomer face saltul superluminic prea aproape de Galactica și îi provoacă alte stricăciuni fatale. Amiralul Adama ia decizia crucială de a abandona nava și îl pune pe Lee responsabil cu descărcarea echipamentelor necesare restului flotei. În timp ce Starbuck caută în continuare care este sensul "cântecului Cylon", Baltar, care i-a analizat rămășitele trupești, o prezintă ca dovada existenței vieții de după moarte. |              |                                  |                       |                                 |                   |                        |
| 74 | 21           | „Daybreak (Part 1)”              | Michael Rymer         | Ronald D. Moore                 | 13 martie 2009    | 39.516                 |
| O serie de flashback-uri dinainte de atacul Cylon dezvăluie mai multe întâmplări din trecut: implicarea Capricăi Șase în îngrijirea bătrânului tată al lui Baltar, pierderea bruscă a tatălui și a celor două surori ale lui Roslin într-un accident rutier și sentimentele pasionale ale lui Lee Adama pentru Starbuck, care se întâlnește cu fratele său, Zak. În prezent, Anders dezvăluie locul bazei lui Cavil și Adama decide să ia Galactica în ultima sa misiune, acea de salvare a Herei. |              |                                  |                       |                                 |                   |                        |
| 75 | 22           | „Daybreak (Parts 2 & 3)”         | Michael Rymer         | Ronald D. Moore                 | 20 martie 2009    | 39.406                 |
| Amiralul Adama duce bătălia finală a Galacticăi și o salvează pe Hera din Colonia Cylon. Starbuck introduce coordonatele ultimului salt pe baza notelor muzicale și conduce flota spre o nouă lume locuibilă pe care o numesc tot Terra și căruia i se vede conturul continentului Africa din spațiu. Centurionii sunt eliberați cu Baza Stelară și părăsesc sistemul. Restul flotei este aruncată în Soare și coloniștii fără nicio urmă de tehnologie la ei se amestecă cu locuitorii planetei care încă nu puteau vorbi. Peste 150.000 de ani este prezentat New-York-ul și progresele omenirii în robotică și se pune întrebarea dacă vom face aceeași greșeală din nou. |              |                                  |                       |                                 |                   |                        |

### The Plan(2010)
| Titlu | Regizat de         | Scris de      | Premiera         | Nr. de supraviețuitori |
| --- | ------------------ | ------------- | ---------------- | ---------------------- |
| The Plan | Edward James Olmos | Jane Espenson | 10 ianuarie 2010 | Nemenționat            |
| Când atacul inițial al Cylonilor împotriva celor Douăsprezece Colonii nu are ca efect exterminarea completă a vieții umane așa cum au planificat, două clone Numărul Unu (John Cavil) aflate pe nava Galactica și pe planeta colonială Caprica trebuie să improvizeze pentru a distruge supraviețuitorii umani. |                    |               |                  |                        |

## Web-episoade (2006–2009)
| Titlu | Regizat de                         | Scris de                           | Primul web-episod | Ultimul web-episod | Nr. de supraviețuitori |
| --- | ---------------------------------- | ---------------------------------- | ----------------- | ------------------ | ---------------------- |
| The Resistance | Wayne Rose                         | Bradley Thompson & David Weddle    | 5 septembrie 2006 | 5 octombrie 2006   | Nemenționat            |
| Ocupația Cylonilor a planetei Noua Caprica duce la apariția unei rezistențe a oamenilor care încearcă să subminează asimilarea culturală a restului umanității de către Cyloni. |                                    |                                    |                   |                    |                        |
| Razor Flashbacks | Wayne Rose & Félix Enríquez Alcalá | Michael Taylor                     | 5 octombrie 2007  | 16 noiembrie 2007  | Nemenționat            |
| Pe parcursul etapele ulterioare ale Primului Război Cylon, un tânăr locotenent, William Adama, descoperă din întâmplare un laborator abandonat în care Cylonii au efectuat experimente macabre cu subiecți umani aflați în viață. |                                    |                                    |                   |                    |                        |
| The Face of the Enemy | Wayne Rose                         | Jane Espenson & Seamus Kevin Fahey | 12 decembrie 2008 | 12 ianuarie 2009   | Nemenționat            |
| La nouă zile după găsirea Pământului, Lt. Gaeta se află la bordul unui Raptor cu câțiva membri ai echipajului Galactica și cu Numărul Opt în drum spre nava Zephyr când amenințarea unei flote Cylon îi forțează să facă saltul superluminic. În timpul haosului, Raptorul este separat de restul flotei și în timp ce așteptă misiunea de salvare, pasagerii și echipajul încep sa moară misterios unul cate unul. |                                    |                                    |                   |                    |                        |

## Disponibilitate online
În ianuarie 2006, Apple a început să ofere spre vânzarea în Statele Unite versiunile pentru iTunes Store ale miniserialului și ale episoadelor din sezonul 1 și 2. În decembrie 2007, episoadele Battlestar Galactica au fost eliminate de pe iTunes, împreună cu alte produse NBC Universal. Episoadele au fost disponibile din nou pe iTunes odată cu anunțul NBC Universal că revine pe acest serviciu online din septembrie 2008. Din februarie 2009, serialul este disponibil în formatul înaltă definție pe serviciul iTunes Store din Regatul Unit.
Serialul este disponibil de asemenea prin Amazon Instant Video, Hulu, Netflix și PlayStation Network.